# John Zook
John Eldon Zook (* 24. September 1947 in Garden City, Kansas; † 6. Juni 2020 in Wichita, Kansas) war ein US-amerikanischer American-Football-Spieler auf der Position des Defensive Ends. Er spielte für insgesamt elf Jahre in der National Football League (NFL).

## Frühe Jahre
Zook wuchs auf in Larned, Kansas. Später besuchte er die University of Kansas.

## NFL
Zook wurde in der vierten Runde an 99. Stelle von den Los Angeles Rams ausgewählt. Zook, wurde zunächst zu den Philadelphia Eagles getradet, danach dann zu den Atlanta Falcons. Hier blieb er sieben Jahre. 1973 wurde er in den Pro Bowl gewählt. Zur Saison 1976 wechselte er zu den St. Louis Cardinals. Dort blieb er weitere vier Jahre, ehe er seine Profikarriere beendete.
Zook erzielte für die Atlanta Falcons in der Saison 1971 den ersten Safety überhaupt für das Franchise, welches erst 1966 gegründet wurde.